# Rocío Moreira Troche
Rocío del Carmen Moreira Troche (nacida el 21 de noviembre de 1981, La Paz), es una cantante de música folclórica boliviana.

## Biografía
Rocío Moreira nació el 21 de noviembre de 1981 en la ciudad de La Paz, Bolivia. Sus padres son Carmela Troche Paredes y Ramón Moreira Mendoza, (un reconocido músico boliviano de amplia trayectoria, quien le inculca el amor por la música folclórica boliviana). Sus primeros años por su gran interés por la música, fue a su corta edad entre 3 a 6 años. Además se hizo conocer como intérprete participante, presentándose en varias estaciones de radios y canales de televisión, cantando en vivo e interpretado canciones típicas del cancionero boliviano. Ha sido destacada como una de las voces más prestigiosas del folclor boliviano, siguiendo la misma línea de otras artistas bolivianas como Zulma Yugar, Enriqueta Ulloa, Luisa Molina, Neyza, el grupo femenino Bolivia y entre otras artistas.

## Carrera
Tras cumplir los 5 años de edad, ella participa en el "Primer Festival Infantil de Canto" llamado Óscar Alfaro, en honor de un reconocido poeta boliviano, en la que ella logra obtener el primer lugar. Cuando cumplía sus 6 años de edad, desarrolló una serie de presentaciones en el Club de La Paz, acompañada además por el Grupo de Canto Latino y posteriormente por el Grupo Leyenda. Quienes la apoyaron durante carrera musical, contando además siempre del apoyo de su padre a lo largo de su infancia. En el 2002, ella fue invitada para formar parte del grupo "Cantares Bolivia", con quienes grabó su primer álbum discográfico titulado "Ya era Hora" y posteriormente en el 2006, lanza al mercado su segundo álbum titulado "Si tú te vas", trabajos musicales que fueron muy bien aceptados por los medios de comunicación de su país y por el público boliviano e internacional. Gracias a  sus trabajos musicales, Rocío Moreira, fue premiada por CICOMBOL (Círculo de Comunicadores de Bolivia), en la Categoría de "Mejor Voz Femenina del Grupo", durante los años 2006 y 2007.
A partir del 2007, decide retomar su carrera musical en solitario y se consolida a partir del 2008 con su primera grabación de su primer álbum solista titulado "Ven a bailar", bajo la dirección musical del autor, compositor y arreglista Javier Antonio Mantilla Chuquimia.  En el 2011 participa en el Festival Viña del Mar, en la que representa a Bolivia en la categoría folclórica y logra llegar a las finales obteniendo el segundo lugar, interpretando su tema musical titulado "Wawitay".